# 直口突吻魚
直口突吻魚（学名：Varicorhinus stenostoma）为輻鰭魚綱鯉形目鲤科的其中一種，分布於非洲安哥拉Lucalla河流域，體長可達10.2公分。

## 扩展阅读
維基物種上的相關：直口突吻魚